# Калнамуйжа (Смилтенская волость)
Калнамуйжа (латыш. Kalnamuiža) — населённый пункт в Смилтенском крае Латвии. Административный центр Смилтенской волости. Находится на северной окраине города Смилтене. По данным на 2007 год, в населённом пункте проживало 570 человек. В селе сохранились руины замка Смилтене.